# Pietro Seni
Pietro Seni (Roma, 1841 – Roma, dicembre 1909) è stato uno scacchista italiano.

## Biografia
Di professione ingegnere, vinse nel 1875 il 1º torneo nazionale di Roma, diventando così il primo campione italiano di scacchi.
Vinse il torneo con 13 punti, davanti a Giovambattista Maluta e Giovanni Tonetti 12 ½. Il torneo venne giocato con le regole italiane (stabilite da Domenico Ponziani).
Nel 1865 vinse il primo torneo sociale romano, al quale presero parte i migliori giocatori dell'epoca, tra i quali Leopoldo Bellotti, Augusto Ferrante e Luigi Sprega. 
Forte giocatore per corrispondenza, vinse il primo campionato organizzato dalla Rivista Scacchistica Italiana, terminato nel 1902. Nel secondo campionato, terminato nel 1904, si classificò 2º dietro al russo Ossip Bernstein. 